# Vilhelm Mauritz von Post
Vilhelm Mauritz von Post, född 9 september 1693, död 15 januari 1762, var en svensk lagman.

## Biografi
von Post blev 1718 häradshövding i Hedemora läns lagsagas första häradshövdingedöme vilket han var till 1719. Han blev 1729 assessor i Göta hovrätt, 1733 lagman i Vadstena läns lagsaga och 1739 i hela Östergötlands lagsaga, vilken tjänst han 1741 bytte mot lagmanskap i Västernorrlands lagsaga, en tjänst han avgick från 1750. von Post blev riddare av Nordstjärneorden 1751. Han var innehavare av Årby i Rasbokils socken samt Västerberga i Rasbo socken.